# Chiến dịch tấn công Beograd
Chiến dịch tấn công Beograd (tiếng Serbia: Београдска операција / Beogradska operacija; tiếng Nga: Белградская стратегическая наступательная операция, Belgradskaya strategicheskaya nastupatel'naya operatsiya) là hoạt động quân sự lớn nhất tại Nam Tư trong Chiến tranh thế giới thứ hai đồng thời là một trong các chiến dịch quan trọng nhất tại khu vực Balkan năm 1944. Đây cũng là chiến dịch có sự phối hợp tác chiến lớn nhất giữa Quân đội Liên Xô và Quân Giải phóng Nhân dân Nam Tư trong giai đoạn cuối của cuộc Chiến tranh nhân dân giải phóng Nam Tư. Đối phó lại với Tập đoàn quân 57, Quân đoàn cơ giới cận vệ 4 và cánh trái của Tập đoàn quân 46 thuộc Phương diện quân Ukraina 3 (Liên Xô) cùng các quân đoàn Vô Sản 1, 12 và 14 của Quân Giải phóng nhân dân Nam Tư là Tập đoàn quân Serbia (Đức) gồm các cụm tác chiến cấp quân đoàn "Shnekenburger" và "Stetner" đóng ở Đông Serbia, Cụm tác chiến "Muller" đóng tại khu vực Kragulevac (Kragujevac) - Krucshevac (Krusevac) và Cụm tác chiến "Felber" đóng ở giữa sông Pek và sông Morava, phía Đông Beograd. Đối với quân đội Liên Xô, mục tiêu của chiến dịch là giúp Quân Giải phóng nhân dân Nam Tư giành lại thủ đô Beograd, mở một hành lang chiến lược ở Đông Serbia để chuyển quân sang Hungary và bảo đảm an toàn phía sau mặt trận Xô-Đức trên hướng Balkan và ngăn chặn quân Đức rút Cụm tập đoàn quân F khỏi Hy Lạp. Đối với Quân Giải phóng nhân dân Nam Tư, chiến dịch có mục tiêu chiếm lại thủ đô Beograd, tạo một bàn đạp tấn công lớn trên hướng Đông Nam Tư để phối hợp với các binh đoàn ở phía Tây Nam Tư bao vây và tiêu diệt cụm quân Bosnia - Herzegovina của liên quân Đức - Ustashi, tiến tới giải phóng hoàn toàn Nam Tư.
Chiến dịch gồm hai giai đoạn. Ở giai đoạn tạo thế (từ 28 tháng 9 đến 10 tháng 10 năm 1944), Tập đoàn quân 57 phối hợp với Quân đoàn Vô sản 14 (Nam Tư) mở các trận đánh tại khu vực Vidin - Negotin trên biên giới Nam Tư - Bulgaria, bao vây, tiêu diệt chủ lực của Tập đoàn quân Serbia (Đức) trên khu vực Đông Serbia, tạo một gọng kìm ở phía Nam Beograd. Quân đoàn bộ binh cận vệ 10 của Tập đoàn quân 46 mở một mũi tấn công trên hướng Vrshad (Vrsac) - Panchevo, tạo một gọng kìm ở phía Bắc Beograd. Trong giai đoạn tổng tấn công (từ 11 tháng 10 đến 20 tháng 10 năm 1944), hai tập đoàn quân Liên Xô và các quân đoàn Vô sản 1 và 14 cùng Quân đoàn xe tăng cận vệ 4 (Liên Xô) sẽ mở cuộc tấn công từ bốn phía vào Beograd, giải phóng thành phố. Sau chiến dịch, Quân đội Liên Xô sẽ di chuyển lên biên giới Hungary - Nam Tư, còn Quân giải phóng nhân dân Nam Tư tiếp tục các chiến dịch giải phóng toàn bộ Nam Tư với sự phối hợp của Quân đội của Mặt trận Tổ Quốc Bulgaria.
Kết thúc chiến dịch, liên quân Liên Xô - NOVJ đánh tan 55.000 quân của Tập đoàn quân Serbia (Đức) và một số đơn vị quân ngụy Serbia, quân ngụy Croatia, giải phóng thủ đô Nam Tư và tiến ra tuyến sông Sava. Chỉ khoảng gần 10.000 quân Đức và quân ngụy Nam Tư đóng tại Beograd thoát khỏi thành phố này trong tình trạng hỗn loạn và vô tổ chức. Tướng Willi Schneckenburger, chỉ huy Cụm quân phòng thủ Beograd tử trận ngày 13 tháng 10 năm 1944. Tướng Walter Stettner Ritter von Grabenhofen, chỉ huy Cụm tác chiến quân đoàn "Stettner" (Đức) tử trận ngày 18 tháng 10 năm 1944. Quân đội Liên Xô và quân đội NOVJ đều đạt được các mục tiêu chiến lược của mình.

## Bối cảnh
Chiến dịch tấn công chiến lược Iaşi-Chişinău của quân đội Liên Xô cùng với các cuộc khởi nghĩa của người Romania và người Bulgaria đã làm cho quân đội Đức Quốc xã phải rút về phía Tây bán đảo Balkan và tổ chức phòng ngự. Tại Nam Tư, hơn 1 triệu quân Đức các loại cùng hơn nửa triệu quân Croatia và Serbia thân Đức vẫn không thể làm chủ được tình hình. Cuộc chiến tranh nhân dân giải phóng Nam Tư với nòng cốt là Quân Giải phóng nhân dân Nam Tư đã đẩy quân Đức về thế phòng thủ tại các tuyến giao thông huyết mạch và xung quanh các đô thị lớn, trong đó có Beograd. Việc giữ được các tuyến giao thông đường sắt Bắc - Nam ở phía Đông và Tây Nam Tư không chỉ có ý nghĩa sống còn đối với các cụm tập đoàn quân E, F và Tập đoàn quân Serbia (Đức) mà còn có ý nghĩa lớn đối với trận tuyến phòng thủ của quân đội Đức Quốc xã trên chiến trường Hungary. Bộ Tổng tư lệnh quân đội Đức Quốc xã đã tính đến trường hợp xấu nhất, không thể giữ được phần còn lại của bán đảo Balkan thì sẽ rút các cụm tập đoàn quân này lên Hungary để ngăn chặn các chiến dịch tấn công của các phương diện quân Ukraina 2 và 3 (Liên Xô) hất quân đội Liên Xô ra xa biên giới phía Nam nước Đức Quốc xã (bao gồm cả Áo và Tiệp Khắc).
Địa hình chiến trường trên hướng Beograd khá phức tạp. Mặc dù Quân đoàn bộ binh 68 (Tập đoàn quân 57, Liên Xô) đã chiếm được một khu vực đầu cầu lớn ở hữu ngạn sông Danub tại ở Vidin nhưng đường đến Beograd bị dãy núi Đông Serbia chặn ngang. Tập đoàn quân Serbia bao gồm các sư đoàn Đức và quân ngụy Serbia tổ chức phòng thủ trên các con đèo qua dãy núi này. Phía sau dãy núi Đông Serbia là sông Morava, một chướng ngại tự nhiên đáng kể. Phía Bắc Beograd là sông Danub chảy từ đồng bằng Hungary xuống cùng với các chi lưu của nó là sông Tissa, sông Bega, sông Tamish tạo thành một hệ thống các chướng ngại sông nước ngăn cản các cuộc chuyển quân và tấn công từ Đông sang Tây Serbia. Phía Tây Beograd cũng có hai con sông Sava và Kolubara cũng là những chướng ngại đáng kể trên con đường tiến vào thủ đô Beograd của Quân Giải phóng nhân dân Nam Tư từ Bosnia Herzegovina đánh sang.

## Binh lực và kế hoạch

### Quân đội Liên Xô và NOVJ

#### Binh lực

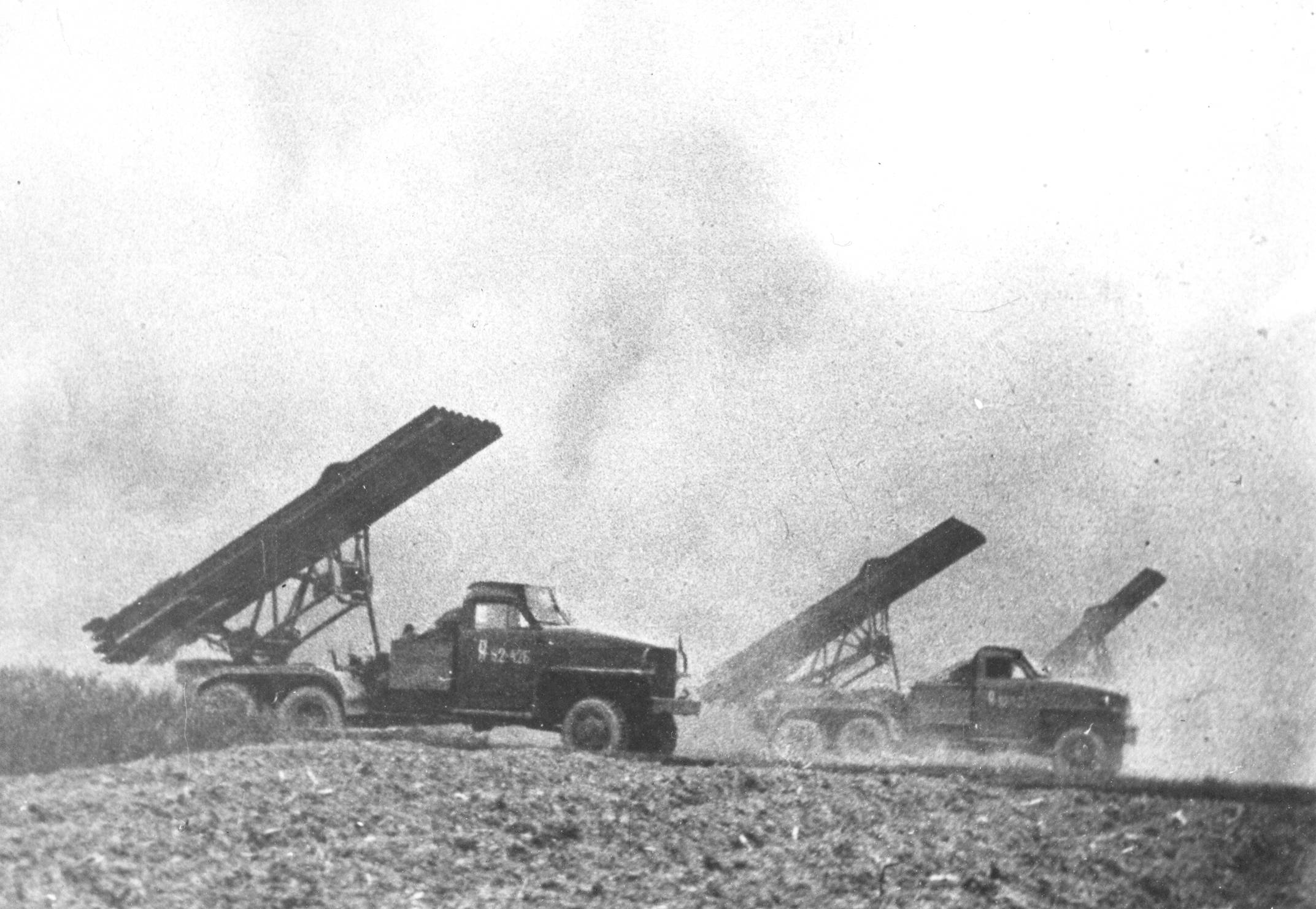
Cụm hỏa tiễn Katuysha của Hồng quân Liên Xô chuẩn bị tham gia chiến dịch giải phóng Beograd

- Tập đoàn quân 57 (Liên Xô) do trung tướng Nikolai Aleksandrovich Gagen làm tư lệnh, thiếu tướng P. M. Verkholovich làm tham mưu trưởng. Đội hình tham gia chiến dịch gồm có:
  - Quân đoàn bộ binh 75 do thiếu tướng A. Z. Akimenko chỉ huy, trong biên chế có:
    - Sư đoàn bộ binh 74 của đại tá K. A. Sychev gồm các trung đoàn bộ binh 743, 744, 746 và tiểu đoàn pháo chống tăng 1740
    - Sư đoàn bộ binh 233 của đại tá T. I. Sidorenko gồm các trung đoàn bộ binh 1023, 1028, 1233 và tiểu đoàn pháo chống tăng 233
    - Sư đoàn bộ binh 236 của thiếu tướng P. I. Kulizsky chỉ huy gồm các trung đoàn bộ binh 212 và 509.

  - Quân đoàn bộ binh 68 do thiếu tướng I. V. Baldinov chỉ huy, sử dụng các đơn vị cánh phải tham gia chiến dịch gồm có:
    - Sư đoàn bộ binh 73 của đại tá S. S. Kozak gồm các trung đoàn bộ binh 211, 733, 735 và 737.
    - Lữ đoàn cơ giới 5 (độc lập).

  - Quân đoàn cơ giới cận vệ 4 do tướng Vladimir Ivanovich Zhdanov chỉ huy, thành phần gồm có:
    - Bộ binh cơ giới: Các lữ đoàn cận vệ 13, 14, 15, mỗi lữ đoàn gồm 3 tiểu đoàn bộ binh cơ giới và 1 tiểu đoàn xe tăng.
    - Xe tăng: Lữ đoàn 36 gồm 3 tiểu đoàn xe tăng và 1 tiểu đoàn pháo tự hành.
    - Pháo binh: Trung đoàn lựu pháo 230, Trung đoàn súng cối 140, Trung đoàn Katyusha 58, Lữ đoàn pháo chống tăng 42.
    - Phòng không: Sư đoàn pháo phòng không 22.
    - Công binh: Tiểu đoàn hỗn hợp 218.
- Tập đoàn quân 46 (Liên Xô) do trung tướng Ivan Timofeyevich Shlemin chỉ huy, sử dụng một quân đoàn cánh trái tham gia cánh bắc của chiến dịch:
  - Quân đoàn bộ binh cận vệ 10 của thiếu tướng Ivan Andreyevich Robanyukh, trong biên chế có các sư đoàn bộ binh cận vệ 49, 59, 86 và 109.
- Tập đoàn quân không quân 17 do thượng tướng Vladimir Aleksandrovich Sudet chỉ huy, lực lượng được huy động cho chiến dịch gồm có:
  - Máy bay tiêm kích: Các sư đoàn 102, 131, 144 và 155.
  - Máy bay cường kích: Các sư đoàn 67, 74, 92 và 101
  - Máy bay ném bom: Các sư đoàn 112 và 122.
- Giang đoàn Danub do Phó đô đốc Sergey Georgyevich Goshkov chỉ huy, huy động 28 tàu pháo và tàu tên lửa (Katyusha), 61 xuồng và cano có vũ trang tham gia chiến đấu; 8 tàu vận tải, 15 tàu kéo, 18 sà lan và 12 phà phục vụ chiến dịch.
- Quân Giải phóng nhân dân Nam Tư huy động khoảng 89.000 quân tham gia chiến dịch, được biên chế thành 3 quân đoàn chủ lực:
  - Quân đoàn Vô Sản 1 do thiếu tướng Peko Dapčević chỉ huy, đại tá Mijalko Todorović làm chính ủy và đại tá Savo Drljević làm tham mưu trưởng; quân số khoảng 32.000 người; thành phần gồm có:
    - Sư đoàn Vô Sản 1 của đại tá Vaso Jovanović gồm các lữ đoàn Vô Sản 1, 3, 13 và Lữ đoàn Montenegro 8
    - Sư đoàn Vô Sản 6 mang tên Nikola Tesla của đại tá Djoko Jovanović gồm các lữ đoàn Lika 1, 2, 3 và Lữ đoàn Serbia 22
    - Sư đoàn Xung kích 5 Krajina của đại tá Milutin Morača gồm các lữ đoàn Krajina 1, 4, 10 và Lữ đoàn Serbia 21.
    - Sư đoàn Xung kích Serbia 21 của đại tá Miloje Milojević gồm các lữ đoàn Serbia 4, 5 và Lữ đoàn Vô sản 2.
    - Sư đoàn Xung kích 17 Đông Bosnia gồm Lữ đoàn Krajina 2, Lữ đoàn Vô Sản 6 và Lữ đoàn Majevica 15

  - Quân đoàn Xung kích 12 do thiếu tướng Danilo Lekić chỉ huy, đại tá Stefan Mitrović làm chính ủy; quân số khoảng 36.000 người; thành phần gồm có:
    - Sư đoàn Xung kích Krajina 11 của đại tá Miloš Šiljegović gồm các lữ đoàn Krajina 5, 12 và Lữ đoàn Serbia 32.
    - Sư đoàn Xung kích Vojvodina 16 của trung tá Marko Peričin gồm các lữ đoàn Vojvodina 1, 2 và 4.
    - Sư đoàn Xung kích Slavonia 28 của đại tá Radojica Nenezić gồm các lữ đoàn Slavonia 17, 21 và 25.
    - Sư đoàn Xung kích Vojvodina 36 của trung tá Radoslav Jović gồm các lữ đoàn Vojvodina 3, 5 và 6.

  - Quân đoàn Serbia 14 của thiếu tướng Radivoje Jovanovic Bradonja, đại tá Radisav Nedeljkovic Raja làm chính ủy; quân số khoảng 21.000 người; thành phần gồm có:
    - Sư đoàn Serbia 23 của trung tá Miladin Ivanović gồm các lữ đoàn Serbia 7, 8, 9.
    - Sư đoàn Serbia 25 của đại tá Radisav Nedeljkovic Raja gồm các lữ đoàn Serbia 16, 18 và 19.
    - Sư đoàn Serbia 45 gồm các Lữ đoàn Serbia 12, 23, 24.

#### Kế hoạch

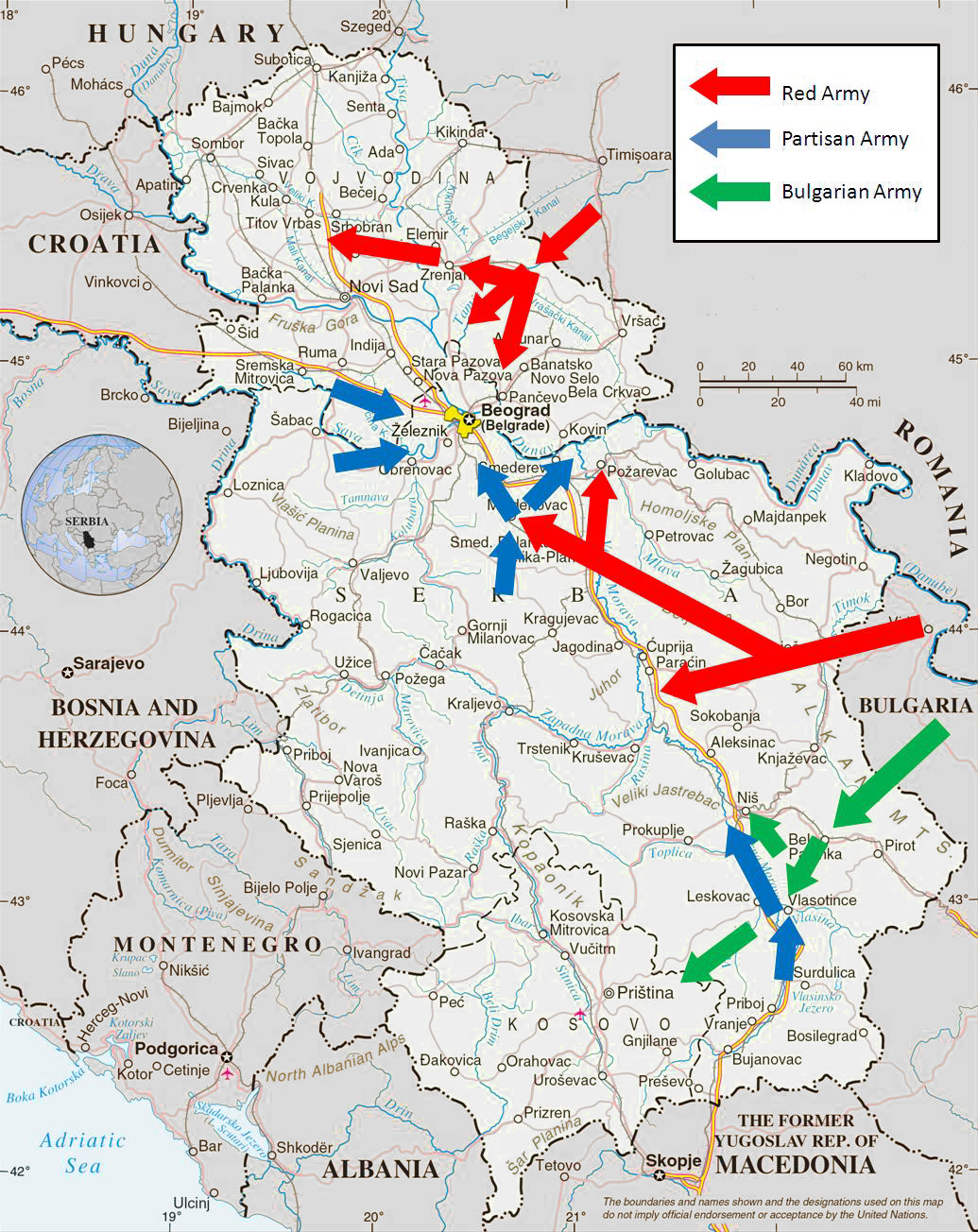
Bản đồ kế hoạch chiến dịch Beograd

Cuối năm 1944, Phương diện quân Ukraina 2 tuy ở gần Beograd hơn nhưng họ lại có một nhiệm vụ quan trọng khác là tấn công vòng qua dãy núi Nam Carpath để tiến ra đồng bằng Hungary, bao vây chủ lực Cụm tập đoàn quân quân Nam (Đức) tại khu vực Budapest. Nhiệm vụ phối hợp với Quân Giải phóng nhân dân Nam Tư tấn công quân Đức tại Serbia được giao cho Phương diện quân Ukraina 3. Nguyên soái Liên Xô Fyodor Ivanovich Tolbukhin cho rằng trở ngại lớn nhất đối với quân đội Liên Xô trên hướng này là sông Danub và dãy núi Đông Serbia với nhiều cứ điểm và chốt chặn của Cụm tác chiến tập đoàn quân Serbia (Đức) trên các con đèo qua núi. Tuy nhiên, đến đầu tháng 9 năm 1944, khi Tập đoàn quân 57 của tướng N. A. Gagen chiếm được một bàn đạp rộng lớn tại khu vực Vidin (Tây Bắc Bulgaria) thì triển vọng tấn công trên hướng Vidin - Beograd lại trở nên sáng sủa hơn. Dãy núi Đông Serbia tạo thành thế chia cắt Cụm tác chiến tập đoàn quân Serbia (Đức) thành hai phần. Phía đông là "Cụm tác chiến Serbia", phía Tây dãy núi này và kéo dài đến Beograd là "Cụm tác chiến Felber". Tại Đông Serbia, quân Đức bị kẹp giữa hai quân đội Liên Xô (Ở phía Đông) và NOVJ (ở phía Tây). Trên cơ sở tình huống mới xuất hiện, Bộ Tham mưu Phương diện quân Ukraina 3 và Bộ Tổng tư lệnh NOVJ vạch kế hoạch tấn công Beograd bằng 2 giai đoạn trên 6 hướng tấn công.
Trong giai đoạn thứ nhất, Quân đoàn bộ binh 75 và Quân đoàn bộ binh 68 (Liên Xô) sẽ bao vây và tiêu diệt Cụm tác chiến Serbia tại khu vực Negotin. Để bảo đảm hai bên sườn cho cuộc bao vây này, Quân đoàn Serbia 14 (NOVJ) sẽ chiếm lĩnh các cứ điểm và các con đèo băng qua dãy núi Đông Serbia, ngăn chặn Cụm tác chiến Felber từ hướng Beograd đem quân tiếp ứng sang phía Đông dãy núi Đông Serbia. Trong giai đoạn 2, mũi tấn công của Quân đoàn bộ binh 75 và Quân đoàn cơ giới cận vệ 4 sẽ từ Negotin vượt qua dãy núi Đông Serbia tấn công dọc theo thung lũng sông Danub đánh vào Đông Nam Beograd. Quân đoàn Vô Sản 1 và Quân đoàn Xung kích 12 sẽ tấn công Beograd từ phía Tây và Tây Nam. Để bảo đảm sườn phía Nam cho mũi tấn công này, Quân đoàn bộ binh 68 sau khi hoàn thành nhiệm vụ ở khu vực Negotin sẽ tấn công theo hướng Kraguevac. Quân đoàn 64 cũng tấn công song song theo hướng Krushevac, các lữ đoàn du kích độc lập Montenegro và Serbia sẽ tấn công phối hợp từ phía Tây.
Trên cánh Bắc, Tập đoàn quân 46 thuộc Phương diện quân Ukraina 2 sử dụng Quân đoàn bộ binh cận vệ 10 từ sườn phía Tây dãy núi Nam Carpath tấn công theo hướng Vrsats - Beograd, phối hợp với Giang đoàn Danub thu hút một phần lực lượng quân Đức sang hướng Bắc Beograd, tạo điều kiện thuận lợi cho mũi tấn công chính và nếu thời cơ xuất hiện, sẽ vượt sông Danub tấn công đánh chiếm Beograd từ phía Bắc.

### Quân đội Đức Quốc xã và quân ngụy Nam Tư

#### Binh lực
Cụm tập đoàn quân F (Đức) đóng tại bán đảo Balkan do thống chế Maximilian Freiherr von Weichs làm tư lệnh, trung tướng August Winter (đến 15-10-1944) và trung tướng Heinz von Gyldenfeldt làm tham mưu trưởng. Cụm tập đoàn quân này kiêm quản cả Cụm tập đoàn quân E (Đức) đóng tại Hy Lạp và Macedonia. Trên hướng Đông Serbia, Cụm tập đoàn quân F có các lực lượng:
- Cụm tác chiến quân đoàn "Schneckenburger" (Liên Xô và NOVJ gọi là "Cụm tác chiến Felber") do tướng Willi Schneckenburger chỉ huy đến 13 tháng 10 và tướng Hans Felber chỉ huy. Thành phần gồm có:
  - Quân đội:
    - Sư đoàn phòng không 20.
    - Cụm tác chiến sư đoàn "von Rudno"
    - Cụm phòng thủ pháo đài Beograd.
    - Lữ đoàn pháo tự hành 191
    - Lữ đoàn phòng thủ 440 gồm các tiểu đoàn 1440, 1441 và 1442.
    - Trung đoàn 737 thuộc Sư đoàn sơn chiến 117
    - Trung đoàn 750 thuộc Sư đoàn sơn chiến 118
    - Trung đoàn pháo phòng không cơ giới 38 (thiếu)
    - Trung đoàn dự bị 146 gồm các tiểu đoàn 1461, 1462 và 1463.
    - Trung đoàn cơ giới 5.
    - Tiểu đoàn xe tăng 12
    - Tiểu đoàn xe tăng 202.
    - Tiểu đoàn huấn luyện của Sư đoàn bộ binh 7 SS "Prinz Eugen"
    - Tiểu đoàn công binh Kostolca.

  - Các lực lượng an ninh, cảnh sát:
  - Trung đoàn cảnh sát SS 18 gồm các tiểu đoàn 181, 182 và 183.
  - Trung đoàn cảnh sát 1 gồm các tiểu đoàn 110 và 111.
  - Trung đoàn cảnh sát 2 gồm các tiểu đoàn 210 và 212.
  - Trung đoàn cảnh sát 3 gồm các tiểu đoàn 313 và 315.
    - Trung đoàn cảnh sát 9 gồm các tiểu đoàn 900 và 901.
    - Trung đoàn hiến binh Beograd gồm các tiểu đoàn hiến binh 76, 108 và 109
    - Tiểu đoàn an ninh 28.
    - 3 tiểu đoàn cảnh sát Beograd. (người Serbia)
- Cụm tác chiến quân đoàn "Stettner" (Liên Xô và NOVJ gọi là "Cụm tác chiến Serbia") do tướng Walter Stettner Ritter von Grabenhofen chỉ huy. Thành phần gồm có:
  - Sư đoàn sơn chiến 1, gồm các Trung đoàn sơn chiến 98, 99 và 2 tiểu đoàn của trung đoàn bộ binh 737
  - Sư đoàn bộ binh "Brandenburrg"
  - Trung đoàn bộ binh nhẹ 777.
  - Tiểu đoàn 2 của Trung đoàn dự bị 146
  - Tiểu đoàn lê dương Turmenistan
  - Tiểu đoàn phòng không 931 của Trung đoàn phòng không 38
  - Cụm tác chiến sư đoàn "Wittman" gồm các đơn vị:
    - Lữ đoàn cơ giới 92 được tăng cường 1 tiểu đoàn pháo binh từ Trung đoàn phòng không cơ giới 38 và Tiểu đoàn phòng không SS.
    - Lữ đoàn pháo tự hành 191.
    - Trung đoàn sơn chiến Rhodos.
    - Tiểu đoàn 2 của Trung đoàn bộ binh 373.
    - Tiểu đoàn trinh sát 116
    - Tiểu đoàn pháo chống tăng 44.
- Từ ngày 17 tháng 10, Cụm tác chiến quân đoàn "Stettner" được tổ chức lại gồm có:
  - Cụm tác chiến sư đoàn "Wittman":
    - Trung đoàn sơn chiến 98
    - Trung đoàn sơn chiến 99
    - tiểu đoàn còn lại của Trung đoàn bộ binh 737.

  - Cụm tác chiến sư đoàn "Hilebrant":
    - Lữ đoàn cơ giới 92
    - Trung đoàn bộ binh 1 "Brandenburrg"
    - Trung đoàn bộ binh 2 "Brandenburrg"

  - Cụm tác chiến sư đoàn "Langrok":
    - Trung đoàn bộ binh 54
    - Trung đoàn cảnh sát 3
    - Tiểu đoàn trinh sát 116.
- Cụm tác chiến quân đoàn "Müller" trên cánh Bắc Cụm tập đoàn quân E gồm có:
  - Sư đoàn bộ binh SS 7 "Prinz Eugen"
  - Sư đoàn bộ binh xung kích 104.

#### Kế hoạch

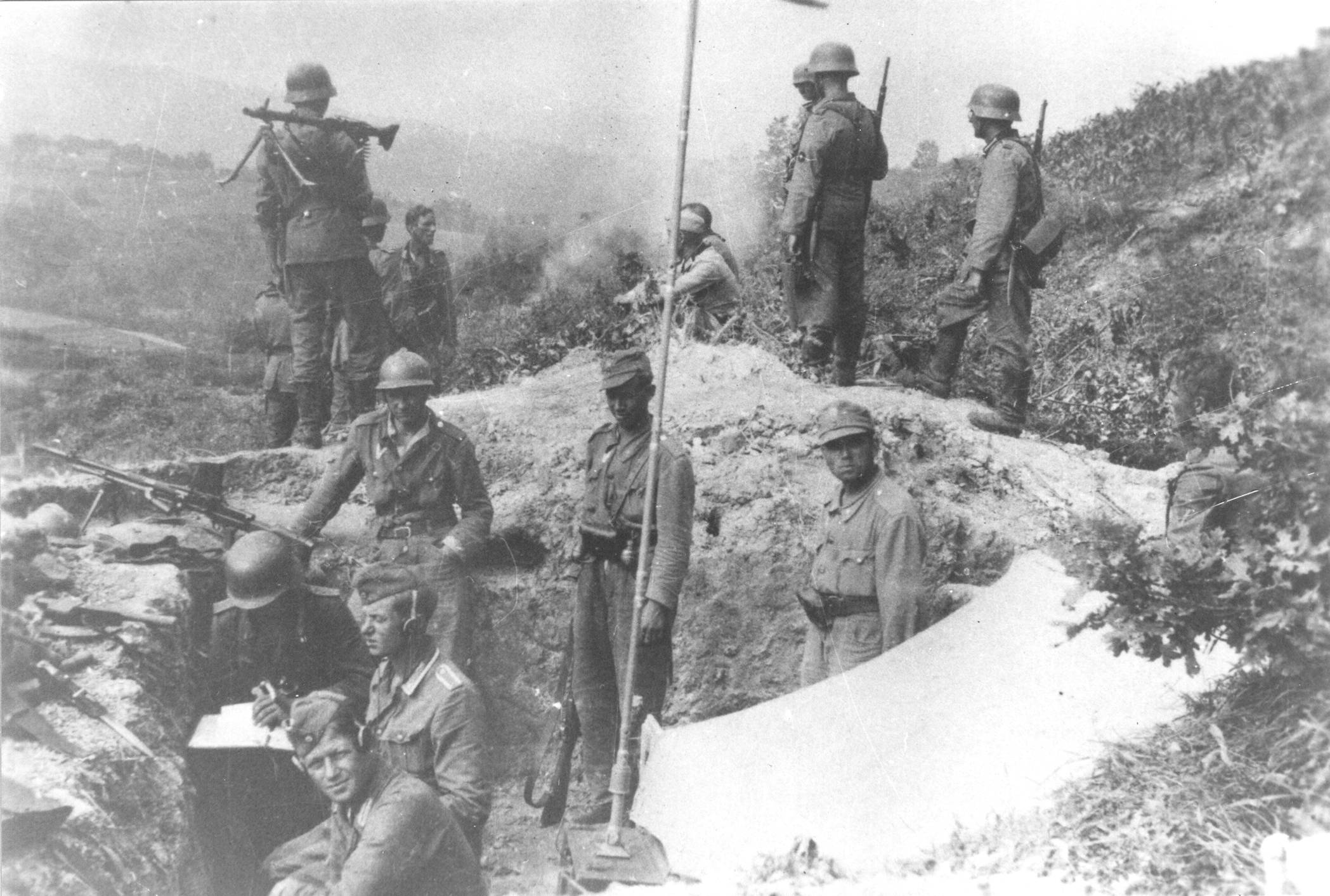
Quân đội Đức Quốc xã phòng thủ tại ngoại vi Beograd

Sau những thất bại tại Romania và Bulgaria cuối năm 1944, quân đội Đức Quốc xã không đủ lực lượng để phòng thủ trên mặt trận Balkan đang bị bổ đôi từ Bắc xuống Nam. Nguy cơ bị chia cắt đang treo trên đầu Cụm Tập đoàn quân E của tướng Alexander Löhr cũng như cánh Nam của Cụm tập đoàn quân F của tướng Maximilian von Weichs. Do đó, Tổng hành dinh quân đội Đức Quốc xã chủ trương phòng ngự cứng rắn trên hướng Beograd để có thể trong thời gian ngắn nhất, rút lui các lực lượng chủ yếu của các Cụm tập đoàn quân E và F về giữ các tuyến sông Tissa và Danub tại mặt trận Hungary. Cụm tác chiến tập đoàn quân Serbia có nhiệm vụ ngăn chặn quân đội Liên Xô trên dãy núi Đông Serbia (tuyến 1) và trên bờ tây các con sông Morava và Danub (tuyến 2). Ở phía tây những tuyến này, quân đội Đức Quốc xã buộc phải sử dụng binh lực yếu hơn của các đơn vị hiến binh, an ninh và cảnh sát vũ trang, kể cả các lực lượng ngụy quân Serbia và Croatia để chống lại các quân đoàn của Quân Giải phóng nhân dân Nam Tư.
Trong ba cụm tác chiến quan trọng tại Serbia, Cụm tác chiến quân đoàn "Stettner" đóng vai trò tiền tiêu trong thế trận phòng thủ hình chữ A hướng về phía Đông, có nhiệm vụ ngăn chặn quân đội Liên Xô tại khu vực phía Tây dãy núi Đông Serbia. Cụm tác chiến quân đoàn "Schneckenburger" và Cụm tác chiến quân đoàn "Müller" được bố trí ở phía Tây sông Morava và phía Nam sông Danub đóng vai trò tuyến 2 của thế trận phòng thủ để giữ con đường giao thông huyết mạch phía Đông Nam Tư dọc theo các con sông Morava và Nam Morava từ Hy Lạp qua Beograd lên Hungary. Trong chuỗi cứ điểm dọc theo sông Morava, có các thành phố trọng điểm như Nis, Krushevac, Beograd và ngã ba đường sắt Velic Plano (???) được bảo vệ bằng các đơn vị cơ giới và SS.
Điểm yếu nhát trong thế trận phòng thủ của quân đội Đức Quốc xã tại phía Đông Nam Tư là không có lực lượng dự bị chiến dịch. Mặc dù Cụm tập đoàn quân E do tướng Alexander Löhr chỉ huy đóng tại Hy Lạp có thể đảm nhận nhiệm vụ dự bị trong quá trình rút quân, nhưng chính cụm tập đoàn quân này lại có lực lượng mỏng yếu và ô hợp nhất trong số các lực lượng Đức và chư hầu tại Balkan với quy mô chỉ bằng một tập đoàn quân được tăng cường. Hai đơn vị chủ lực đáng kể khác của quân đội Đức Quốc xã tại Nam Tư là Tập đoàn quân xe tăng 2 (thực chất chỉ còn là một tập đoàn quân bộ binh) và Quân đoàn bộ binh 34 lại bị kéo ra hai hướng Bắc Nam, giáp biên giới Hungary và phía Nam Nam Tư trên lãnh thổ Nam Serbia, Montenegro và Makedonia. Vì vậy, chỗ hiểm yếu nhất của tuyến phòng thủ này lại chính là hướng Beograd, nằm ở giữa mặt trận.

## Diến biến

### Quân đội Liên Xô và NOVJ tạo thế

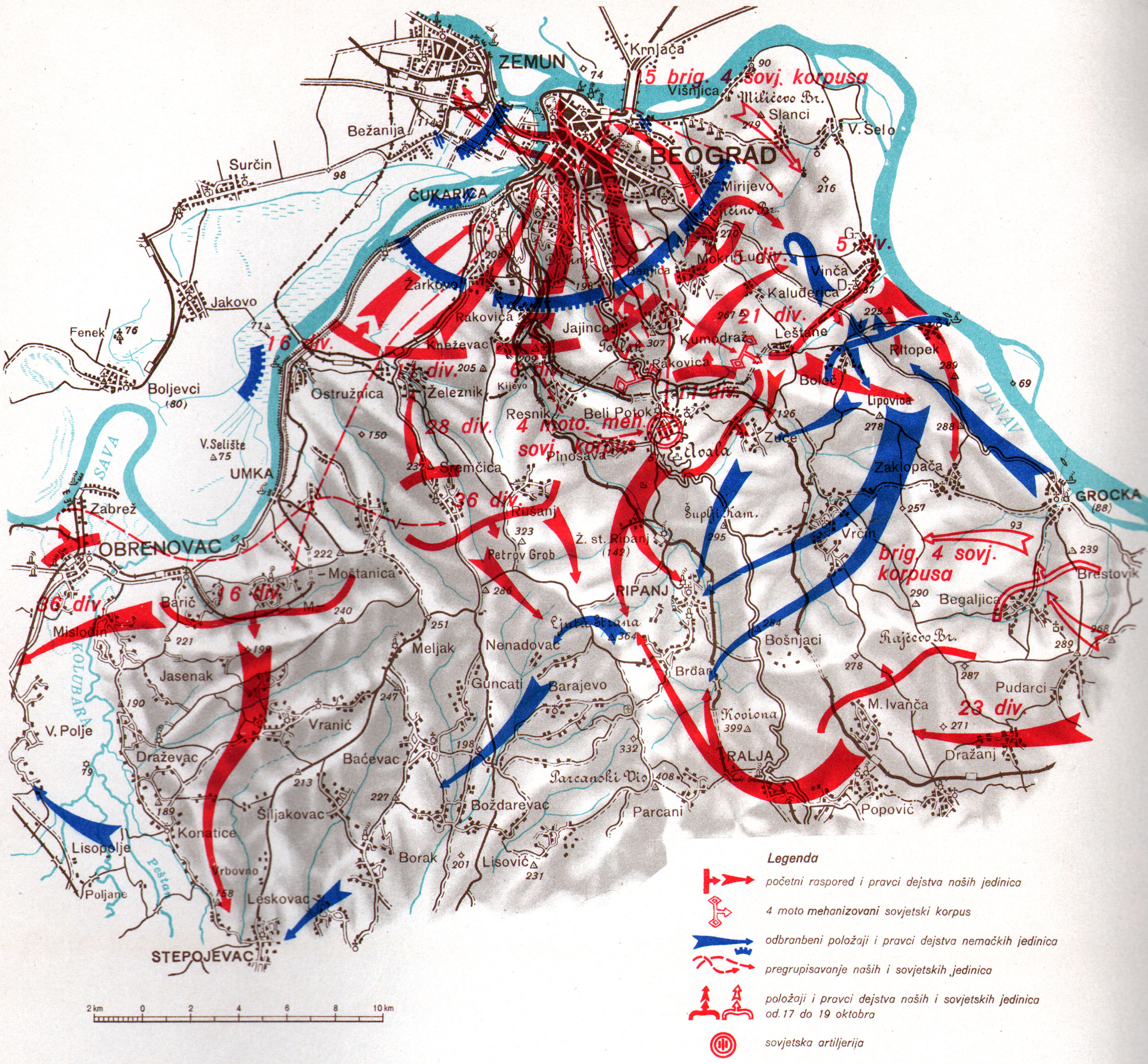
Bản đồ diễn biến chiến dịch giải phóng Beograd từ 14 đến 20 tháng 10 năm 1944

Ngày 28 tháng 9, Quân đoàn bộ binh cận vệ 10 của tướng I. A. Robanyuk mở cuộc tấn công từ thượng nguồn sông Nera trên đất Romania vào Oravica (Oravita) thu hút một phần lớn lực lượng của Cụm tác chiến Felber sang hướng này. Ngày 2 tháng 10, Sư đoàn bộ binh 109 đánh chiếm thành phố Vrshats. Ngày 5 tháng 10, các sư đoàn bộ binh cận vệ 49, 59 và 86 đã quét sạch bờ tả ngạn sông Danub, đánh chiếm Bela - Tsrkva (Bela Crkva)và Pancevo, một đầu mối giao thông quan trọng trên bờ sông Danub, cách Beograd 15 km về phía Đông. Ngày 10 tháng 10, mũi tấn công chủ lực của Quân đoàn bộ binh cận vệ 10 đã tiến đến bờ sông Danub cùng với Giang đoàn Danub cơ động từ Berzaska (Berzasca) đến, uy hiếp phía Bắc Beograd. Tuy nhiên, những sự kiện chủ yếu của chiến dịch lại diễn ra trên biên giới Bulgaria - Serbia.
Cùng ngày 28 tháng 9, Quân đoàn bộ binh 75 và cánh phải của Quân đoàn bộ binh 68 (Liên Xô) từ Brza-Palanka và tuyến sông Timok giáng hai đòn đột kích đồng quy vào hai bên sườn Cụm tác chiến quân đoàn "Stettner" (Đức) đang phòng ngự tại phía đông dãy núi Đông Serbia. Theo đúng kế hoạch phối hợp, các sư đoàn du kích Serbia 23 và 25 (NOVJ) đột kích vào các chốt phòng thủ của quân Đức trên dãy núi Đông Serbia, đánh chiếm các con đèo, cô lập Cụm tác chiến quân đoàn "Stettner" (Đức) tại phía Đông dãy núi này với các lực lượng khác của quân Đức tại Serbia. Ngày 4 tháng 10, các quân đoàn bộ binh 68 và 75 đã bao vây các lực lượng chủ yếu của Cụm tác chiến quân đoàn "Stettner" (Đức) tại khu vực Negotin - Ptubik (???). Gần 10.000 quân Đức và ngụy Serbia trong vòng vây bị tiêu diệt và bắt làm tù binh sau năm ngày chống cự. Con đường tiến qua dãy núi Đông Serbia đã được mở ra.
Ở tuyến sông Morava và Nam Morava, Quân đoàn bộ binh 64 (Liên Xô) phối hợp với Sư đoàn Serbia 45 (NOVJ) từ hai hướng đối diện đánh chiếm Zaechar (Zajecar), Bolevac (Boljevac), Knijajevac (Knjazevac) bên sườn phía Tây dãy núi Đông Serbia, áp sát sông Morava, hình thành hai gọng kìm uy hiếp Cụm tác chiến Muller của quân Đức. Ngày 8 tháng 10, Sư đoàn bộ binh 19 (Liên Xô) và Sư đoàn Serbia 45 (NOVJ) đánh chiếm Zaechar, gần 1.600 quân Đức và quân ngụy Serbia bị bắt làm tù binh. Sau khi tuyến tấn công qua dãy núi Đông Serbia được khai thông, Bộ Tổng tư lệnh quân đội Liên Xô ra mệnh lệnh:
| “         | Tập đoàn quân 57 tiếp tục tấn công và chậm nhất là ngày 10 hoặc 11 tháng 10 năm 1944 phải đưa Quân đoàn cơ giới cận vệ 4 vào chiến đấu để phát huy thắng lợi | ” |
| — STAVKA. | |   |

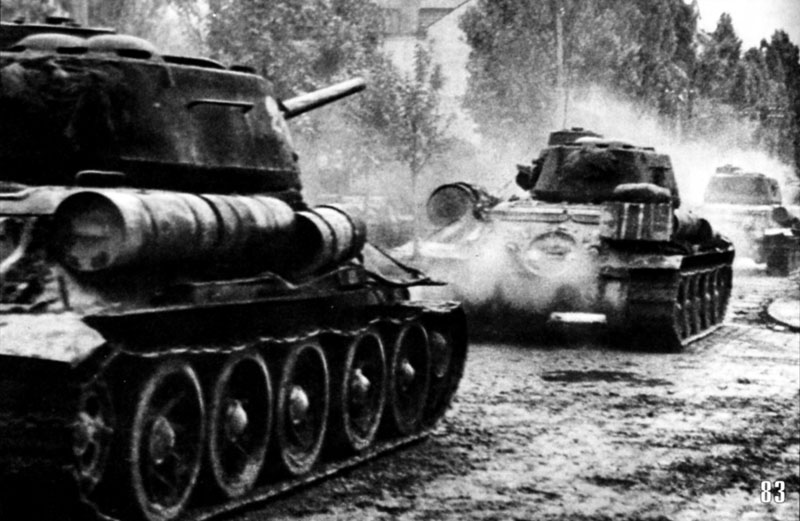
Lữ đoàn xe tăng cận vệ 36 (Liên Xô) xuất phát tấn công Beograd

Ngày 30 tháng 9, thống chế Maximilian von Weichs mở một cuộc phản công của 2 sư đoàn Đức và 1 sư đoàn ngụy Serbia từ Doni-Milanovo (Đọnii Milanovac) vào sau lựng Quân đoàn bộ binh 75. Tướng Kosa Popovic đã điều động Quân đoàn Vô sản 14 của NOVJ chặn đứng cuộc phản công này, đánh chiếm Klakochevats (Klokocevat) và Doni-Milanovo, đẩy quân Đức lùi về tuyến sông Pek. Trong quá trình phản công các sư đoàn thuộc Quân đoàn Vô Sản 1 (NOVJ) đã chiếm được các đầu cầu vượt sông ở Velika Plana, hiệp đồng với Quân đoàn bộ binh 75 (Liên Xô) tổ chức vượt sông Morava, đẩy lùi Quân đoàn bộ binh 34 (Đức) trong trận phản kích ngày 5 tháng 10 vào khu vực bàn đạp chiến lược này. Tại Nis, Tập đoàn quân 2 (Bulgaria) phối hợp với Sư đoàn Serbia 47 thuộc Quân đoàn 13 (NOVJ) từ bốn phía vây ép Sư đoàn bộ binh 7 SS (Đức) tại thành phố này. Cụm quân Đức - ngụy Serbia tại Leskovac cũng bị Sư đoàn Serbia 24 (NPVJ) và Sư đoàn bộ binh 6 (Bulgaria) tấn công. Ngày 10 tháng 10, Quân Đức buộc phải bỏ tuyến sông Nam Morava rút về phía Tây, sườn trái mũi đột kích chủ yếu của Quân đoàn cơ giới cận vệ 4 (Liên Xô) vào Beograd đã được bảo đảm.

### Giải phóng Beograd

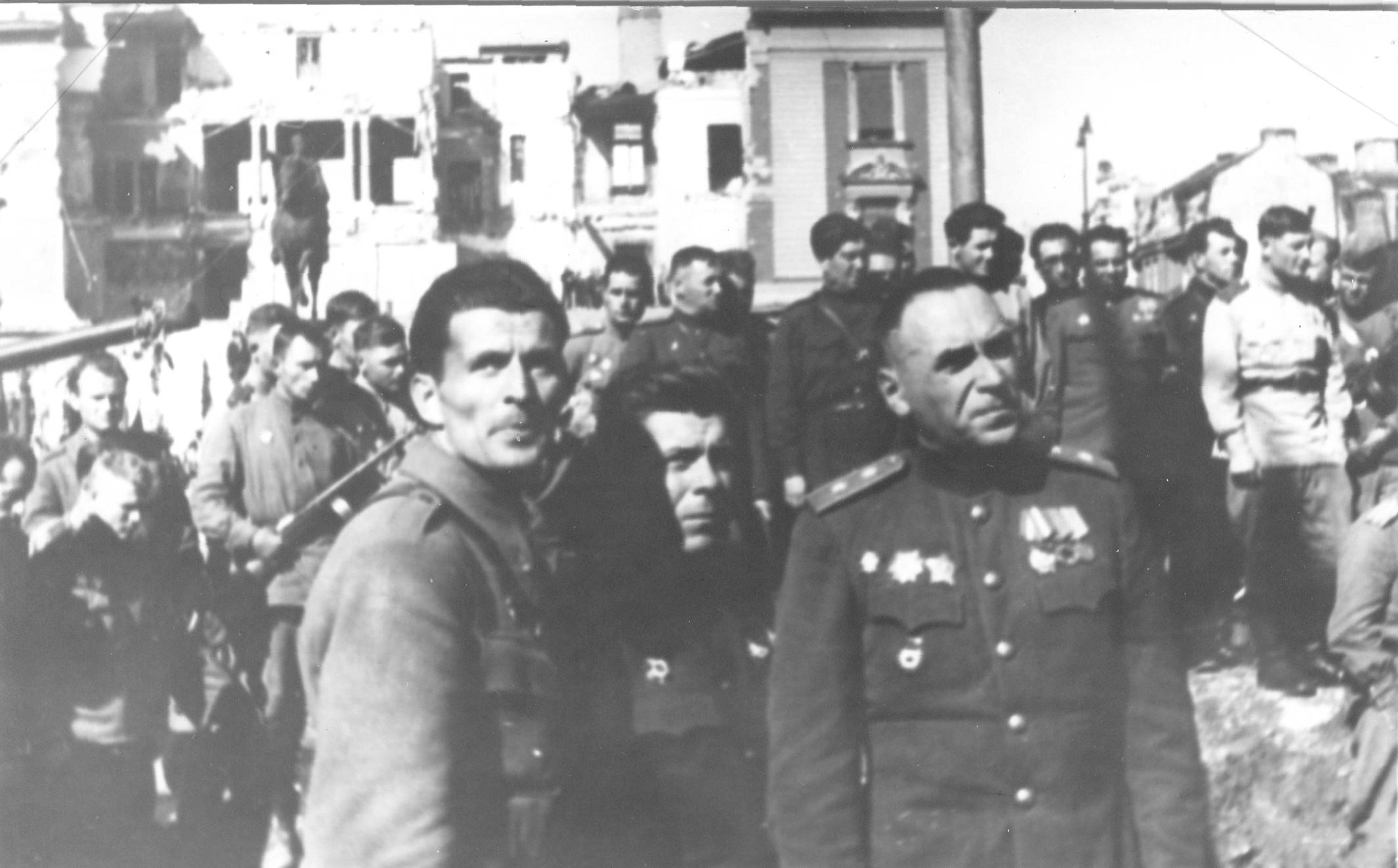
Trung tướng Liên Xô V. I. Zhdanov (phải) và Thượng tướng Nam Tư Peko Dapčević (trái) gặp nhau tại thủ đô Beograd vừa được giải phóng

Giai đoạn tổng tấn công giải phóng Beograd bắt đầu bằng các đòn đánh trực diện của Quân đoàn cơ giới cận vệ 4 (Liên Xô) phối hợp với Quân đoàn Vô Sản 1 (NOVJ) vào khu vực Topola - Mladenovac. Quân đoàn bộ binh 68 (Liên Xô) cũng tổ chức vượt sông Morava ở Velika Popovic (Mali Popovic) có Lữ đoàn cơ giới độc lập 5 mở đường, ngày 13 tháng 10, Quân đoàn bộ binh 68 đã phối hộp với Sư đoàn xung kích 17 Đông Serbia và Sư đoàn Serbia 21 đánh bật Quân đoàn bộ binh 34 (Đức) khỏi Kragujevac và áp sát đầu mối đường sắt Cacak trên bờ sông Tây Morava. Ở cánh trái, Quân đoàn bộ binh 64 (Liên Xô) cũng phối hợp với các lữ đoàn du kích Kosovo tiến công Kralevo (Kraljevo). Bị kẹp giữa hai quân đoàn Liên Xô và 3 sư đoàn NOVJ, Quân đoàn bộ binh 34 (Đức) phải lùi về giữ Cacak và tuyến sông Tây Morava.
Trên hướng Beograd, ngày 12 tháng 10, Lữ đoàn xe tăng cận vệ 36 và các lữ đoàn cơ giới cận vệ 14 và 15 tổ chức đột kích từ phía Nam Mladenovac dọc theo đường sắt lên phía Nam Beograd. Do bộ binh Nam Tư không theo kịp nên các xe tăng Liên Xô bị hỏa lực pháo chống tăng bắn thẳng của quân Đức gây một số thiệt hại. Ngày 14 tháng 10, sau khi các sư đoàn 1, 5 và 6 của Quân đoàn Vô Sản 1 (Nam Tư) đã tập kết tại Mladenovac, các xe tăng Liên Xô đã chở theo bộ binh Nam Tư tiếp tục tấn công. Trên sông Danub, Giang đoàn Danob (Liên Xô) đã triển khai 18 tàu tên lửa Katyusha. Ở phía Tây, các sư đoàn của Quân đoàn Xung kích 12 (NOVJ) cũng sẵn sàng tấn công vào thành phố. Trong khi đó, những lực lượng chủ yếu của Cụm tác chiến quân đoàn "Felber" (từ 13 tháng 10 năm 1944) lại tập trung binh lực ở Đông Nam Beograd để đón đợi cuộc đột kích của Quân đội Liên Xô và Quân Giải phóng nhân dân Nam Tư trên hướng này.
Bộ tư lệnh Phương diện quân Ukraina 3 không muốn tổ chức các trận đánh trong nội đô Beograd bởi quân Đức có thể dựa vào các công trình kiên cố tổ chức phòng thủ, buộc Quân đội Liên Xô và NOVJ phải tổ chức vây hãm Beograd và các trận đánh công kiến rất khó khăn và tốn kém sinh mạng, vũ khí, đạn dược. Những trận đánh như vậy thường để lại nhiều hậu quả tàn phá rất lớn cho thành phố. Bởi vậy, Nguyên soái F. I. Tolbukhin cùng với Nguyên Soái J. B. Tito hạ lệnh cho các đơn vị Liên Xô và NOVJ phải tiến vào thành phố càng nhanh càng tốt, không để cho Cụm tác chiến quân đoàn "Felber" kịp rút các lực lượng chủ yếu về phòng thủ trong nội đô Beograd.

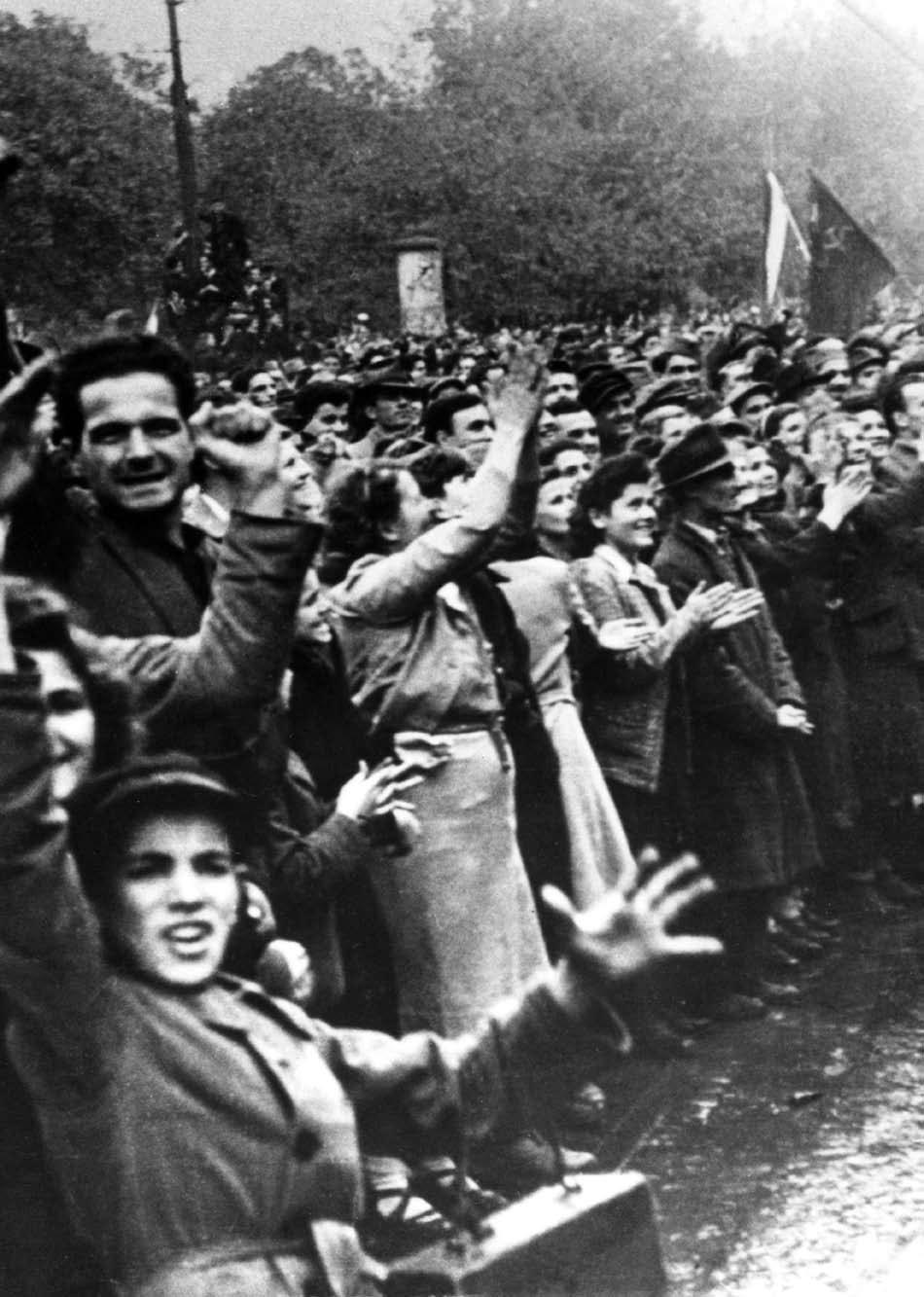
Người dân Beograd chào đón Hồng quân Liên Xô và Quân đội nhân dân Nam Tư vào giải phóng Beograd

Đêm 14 tháng 10, Lữ đoàn cơ giới 13 (Quân đoàn cơ giới cận vệ 4) và Lữ đoàn cơ giới độc lập 5 được lệnh rời khỏi hướng chính diện ở phía Nam Beograd. Lợi dụng đêm tối, hai lữ đoàn cơ giới bí mật di chuyển dọc sông Morava lên ngã ba sông Danub - Morava ở Smederevo, phối hợp với các tiểu đoàn hải quân đánh bộ của Giang đoàn Danub tấn công vào Umiara (???) trên sườn phía Đông cánh quân chủ lực của Cụm tác chiến quân đoàn "Felber" tại khu vực Koshtanica (???) - Smederevo. Đến ngày 17 tháng 10, tuyến phòng thủ của quân Đức tại Smederevo - Umiara đã nằm trong tay quân đội Liên Xô.
Trong khi tướng Hans Felber đang bận đối phó với đòn tấn công từ phía Đông thì ngày 16 tháng 10, chủ lực Quân đoàn cơ giới cận vệ 4 (Liên Xô) gồm Lữ đoàn xe tăng 36, các lữ đoàn cơ giới 14, 15, chủ lực Quân đoàn bộ binh 75 (Liên Xô) và các sư đoàn 1, 5, 6, 11, 16, 21, 28 và 36 (NOVJ) đã từ phía Tây và phía Nam đột kích thẳng vào Beograd. Hơn 20.000 quân Đức và ngụy Serbia của Cụm tác chiến quân đoàn "Felber" bị bao vây tại khu vực Koshtanica (Đông Nam Beograd). Quân Đức dựa vào các công trình phòng thủ chống trả quyết liệt. Các trận đánh tại khu vực pháo đài Kalemerdan diễn ra rất ác liệt. Đến chiều 16 tháng 10, Cụm tác chiến quân đoàn Felber (Đức) bị chia cắt thành ba mảnh. Tướng Hans Felber buộc phải tổ chức lại các cụm này nhưng các cuộc công kích liên tục của quân đội Liên Xô và NOVJ đã nhanh chóng phá vỡ kế hoạch đó. Ngày 17 tháng 10, tướng Hans Felber ra lệnh cho các viên tướng chỉ huy các cụm tác chiến "Wittman", "Hilebrant" và "Langrok" rút về phía Tây, dựa vào dãy núi Alava để chống cự. Tuy nhiên, đây lại là vùng hoạt động của Quân đoàn xung kích 12 (NOVJ) nên hầu hết tàn quân của các đơn vị Đức rút sang đây đều bị tiêu diệt hoặc bị bắt làm tù binh. 9 giờ sáng ngày 20 tháng 10, nhóm quân Đức cuối cùng tại Beograd phòng thủ ở pháo đài Kalemerdan hạ vũ khí đầu hàng. Cụm tác chiến quân đoàn "Felber" (Đức) bị xóa sổ. 1.287 ngày chiếm đóng của quân đội Đức Quốc xã tại Beograd đã kết thúc.
Chiều 20 tháng 10 năm 1944, tại Beograd đã diễn ra cuộc mít tinh lớn mừng thành phố được giải phóng. Tối 20 tháng 10, Moskva bắn đại bác cấp 1, với 224 khẩu pháo đã tung 24 loạt pháo hoa lên bầu trời Moskva chúc mừng Quân đội Liên Xô và Quân Giải phóng nhân dân Nam Tư đã giành lại Thủ đô Beograd.

## Kết quả, đánh giá và ảnh hưởng

### Kết quả

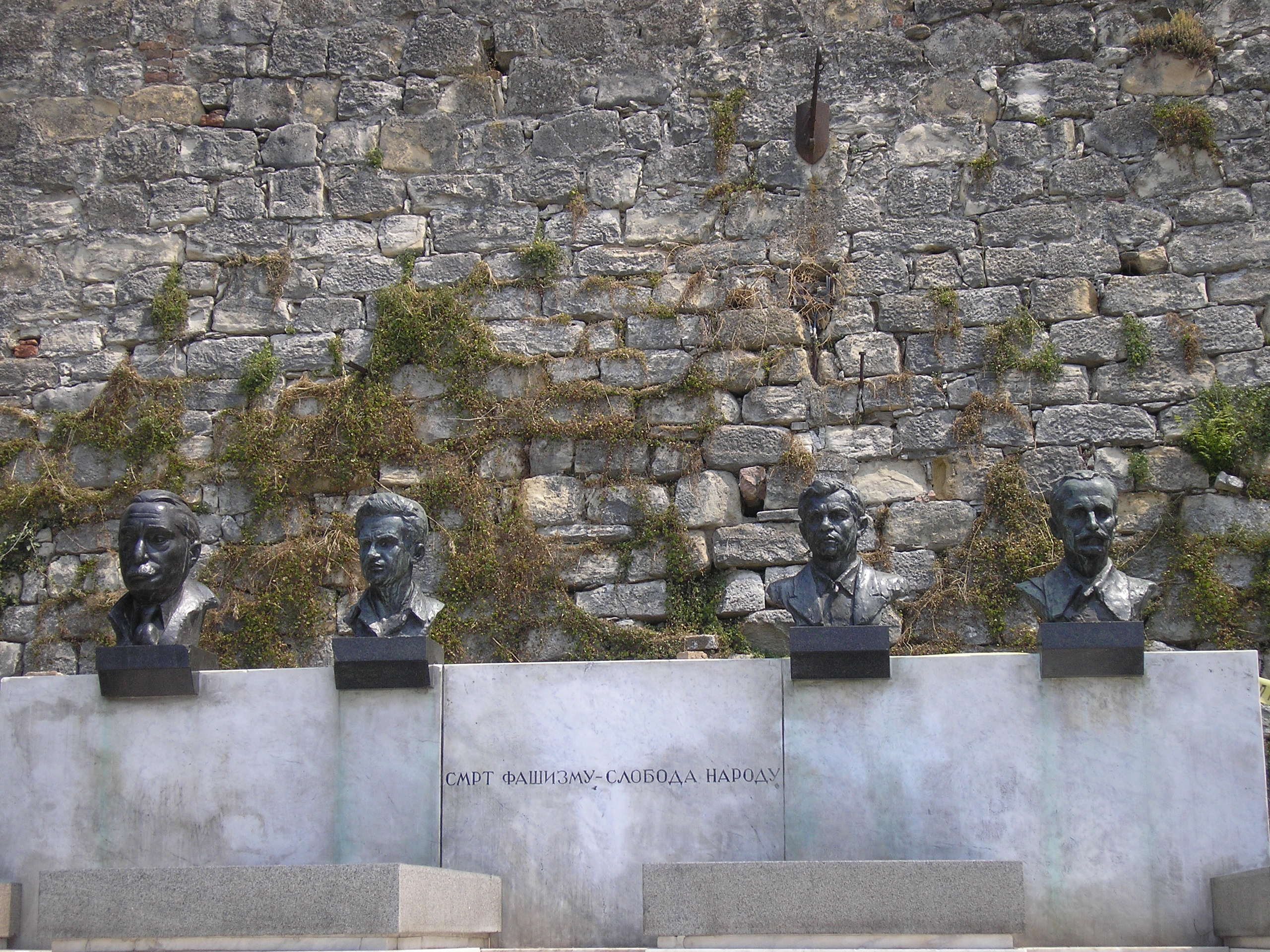
Mộ các Anh hùng nhân dân Nam Tư tại Công viên Chiến thắng (Pháo đài Kalemerdan). Từ trái sang phải: Ivo Lola Ribar, Ivan Milutinović, Đuro Đaković và Mose Pijade

Theo thống kê của Nam Tư, chỉ từ ngày 14 đến ngày 20 tháng 10 năm 1944, tại khu vực Beograd, Hơn 20.000 quân Đức thuộc Cụm tác chiến quân đoàn "Felber" đã bị tiêu diệt và bị bắt làm tù binh. Tại Beograd, hơn 200 khẩu pháo các cỡ và khoảng 1.500 ô tô các loại đã bị NOVJ thu giữ.. Trong giai đoạn đầu của chiến dịch, từ ngày 28 tháng 9 đến ngày 10 tháng 10, khoảng 10.000 quân Đức thuộc Cụm tác chiến Đông Serbia cũng bị thiệt mạng, gần 1.600 người bị bắt làm tù binh trong các trận chiến tại khu vực Negotin, dãy núi Đông Serbia và các khu vực khác ở Đông Serbia và Bắc Macedonia.
Sau khi giải phóng Beograd, công binh Liên Xô đã phải tháo gỡ mìn do quân Đức gài lại tại 845 địa điểm, trong đó có 85 ngôi nhà cao tầng. Tổng số vật liệu nổ thu giữ được gồm 3.179 quả mìn, 3.540 quả bộc phá, 12 thùng thuốc nỏ có công suất cao đã lắp kíp nổ, tổng trọng lượng thuốc nổ được gỡ kíp lên đến 28.656 kg. Ngoài ra, công binh NOVJ còn thu giữ 7 kho thuốc nổ đang trong tình trạng niêm cất.
Trong chiến dịch Beograd, quân đội Liên Xô tổn thất 960 quân nhân trong số 6.500 quân nhân Liên Xô bị chết trong các chiến dịch ở Nam Tư. Quân Giải phóng nhân dân Nam Tư cũng tổn thất 2.953 người trong Chiến dịch giải phóng Beograd.

### Đánh giá

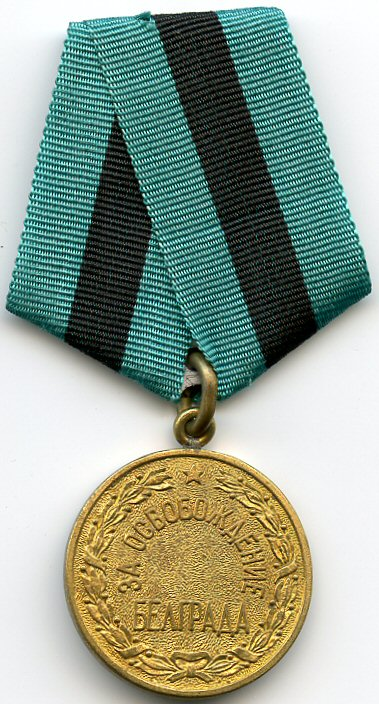
Huân chương giải phóng Beograd do Xô Viết tối cao Liên Xô ban hành ngày 19 tháng 6 năm 1945

Ngay sau khi Beograd được giải phóng, ngày 21 tháng 10 năm 1944, Nguyên soái Josip Broz Tito, Tổng bí thư Đảng cộng sản Nam Tư, Tổng tư lệnh tối cao Quân Giải phóng nhân dân Nam Tư đã gửi điện chúc mừng đến Nguyên soái Fyodor Ivanovich Tolbukhin, tư lệnh Phương diện quân Ukraina 3 (Liên Xô):
| “                  | Tôi đề nghị đồng chí chuyển tới quân đội của đồng chí đang tác chiến trên hướng Beograd bức thư sau đây: "Tôi xin bày tỏ lòng biết ơn đối với sĩ quan, chiến sĩ và tướng lĩnh của các đơn vị Hồng quân đã phối hợp cùng các đơn vị Quân Giải phóng nhân dân Nam Tư giải phóng thủ đô Beograd của chúng tôi. Chủ nghĩa anh hùng và ý chí kiên quyết của các đồng chí thể hiện trong các trận đánh quyết liệt giải phóng Beograd sẽ đuwojc các dân tộa Nam Tư mãi mãi ghi nhơ, coi đó là chủ nghĩa anh hùng bất tử của Hồng quân. Máu của các đồng chí và máu của các chiến sĩ Nam Tư cùng đổ trong cuộc đấu tranh chống kẻ thù chung sẽ làm cho tình hữu nghị giữa nhân dân Nam Tư và nhân dân Liên Xô đời đời bền vững" | ” |
| — Josip Broz Tito. | |   |

Hơn 2.000 tướng lĩnh, sĩ quan, binh sĩ Liên Xô được AVNOJ quyết định trao tặng Huy chương dũng cảm và các giải thưởng. Nguyên soái Fyodor Ivanovich Tolbukhin, tư lệnh Phương diện quân Ukraina 3 và Trung tướng V. I. Zhdanov, tư lệnh Quân đoàn cơ giới cận vệ 4 được phong danh hiệu Anh hùng nhân dân Nam Tư. Quân đoàn cơ giới cận vệ 4 được mang tên "Beograd". Chính phủ Liên Xô cũng tặng Huy chương dũng cảm cho hơn 300 tướng lĩnh, sĩ quan và binh sĩ NOVJ. Thượng tướng Nam Tư Peko Dapčević được phong danh hiệu Anh hùng Liên Xô.

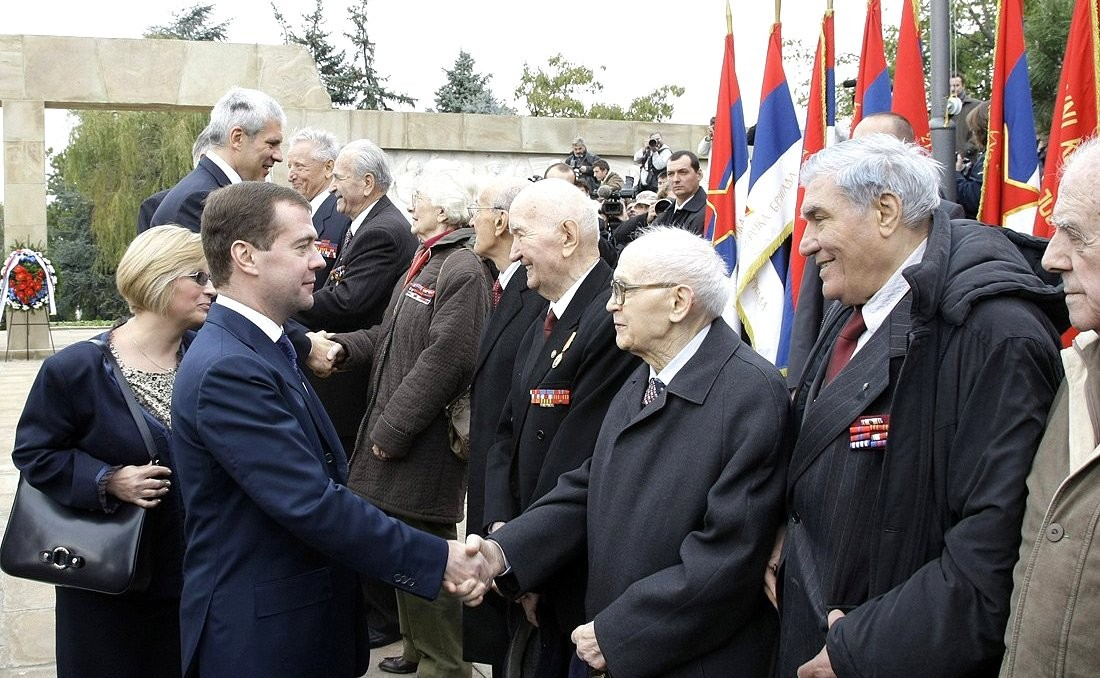
Tổng thống Nga Dmitri Medvedev và Tổng thống Serbia Boris Tadic tại Lễ kỷ niệm 65 năm ngày giải phóng Beograd (20-10-2009)

Ngày 19 tháng 6 năm Năm 1945, Xô Viết tối cao Liên Xô cũng ban hành Huân chương giải phóng Beograd để tặng thưởng cho các dơn vị và các quân nhân Liên Xô đã lập công xuất sắc trong Chiến dịch giải phóng Beograd. Huân chương này đã được tặng cho hơn 70.000 sĩ quan, chiến sĩ và cựu chiến binh Liên Xô tham gia các chiến dịch ở Nam Tư trong những năm Chiến tranh thế giới thứ hai. Năm 1994, Ngân hàng Trung ương Nga đã phát hành đồng Kopek để kỷ niệm 50 năm sự kiện giải phóng Beograd trong Chiến tranh thế giới thứ hai. Ngày 20 tháng 10 năm 2009, Tổng thống Nga Dmitri Medvedev và Tổng thống Serbia Boris Tadic đã cùng các cựu chiến binh Chiến tranh thế giới thứ hai của Nam Tư đặt vòng hoa tại Đài tưởng niệm Quân Giải phóng nhân dân Nam Tư và Đài Tưởng niệm chiến sĩ Hồng quân Liên Xô tại Beograd nhân kỷ niệm 65 năm, thành phố được giải phóng khỏi ách phát xít.

### Ảnh hưởng
Đối với quân đội Đức Quốc xã, chiến dịch Beograd có một ảnh hưởng rất tồi tệ lên thế trận của họ trên chiến trường Đông Nam châu Âu. Vì Beograd giữ vị trí là trung tâm của các con đường sắt chạy dọc theo phía Đông và Tây Nam Tư từ Hy Lạp lên nên Cụm tập đoàn quân E (Đức) không còn thời gian để rút khỏi Hy Lạp một cách có tổ chức. Chỉ có những nhóm nhỏ quân Đức luồn theo đường rừng, qua các dãy núi ở Tây Macedonia, Kosovo, Monenegro để về đến Bosnia Herzegovina. Cụm tập đoàn quân F chỉ còn lại non nửa lực lượng đóng tại Bosnia Herzegovina không đủ để chống lại sức ép của bốn tập đoàn quân Nam Tư đang tấn công vào Bosnia Herzegovina từ cả hướng Serbia và hướng Tây Croatia. Tướng Đức Kurt Von Tippelskirch xác nhận:
| “                        | Các đơn vị của Tolbukhin đã tiến hành một cuộc đột kích mạnh vượt qua tuyến sông Morava và tấn công Beograd từ phía Nam. Ngày 15 tháng 10, thủ đô Nam Tư bị bao vây và ba ngày sau thì rơi vào tay quân Nga. Có vẻ như các lực lượng của Tolbukhin phối hợp với du kích Nam Tư đã thành công trong việc ngăn chặn cuộc rút lui của quân Đức từ Hy Lạp. Ở phía Bắc, các lực lượng của Malinovsky đã vượt qua Novy Sad, Sombor và đánh chiếm các đầu cầu qua sông Danub ở Sombor và Bayey. Điều này chứng tỏ một sự vô lý về tổ chức của Bộ Tổng tư lệnh tối cao quân đội Đức khi họ đặt Cụm tập đoàn quân Đông Nam của thống chế Von Weichs thuộc sự chỉ huy của Bộ tư lệnh hướng Đông trong khi mặt trận phía Đông đã ở Bečej và đáng lẽ Cụm tập đoàn quân Đông Nam chịu sự chỉ huy trực tiếp từ Cụm tập đoàn quân Nam | ” |
| — Kurt Von Tippelskirch. | |   |

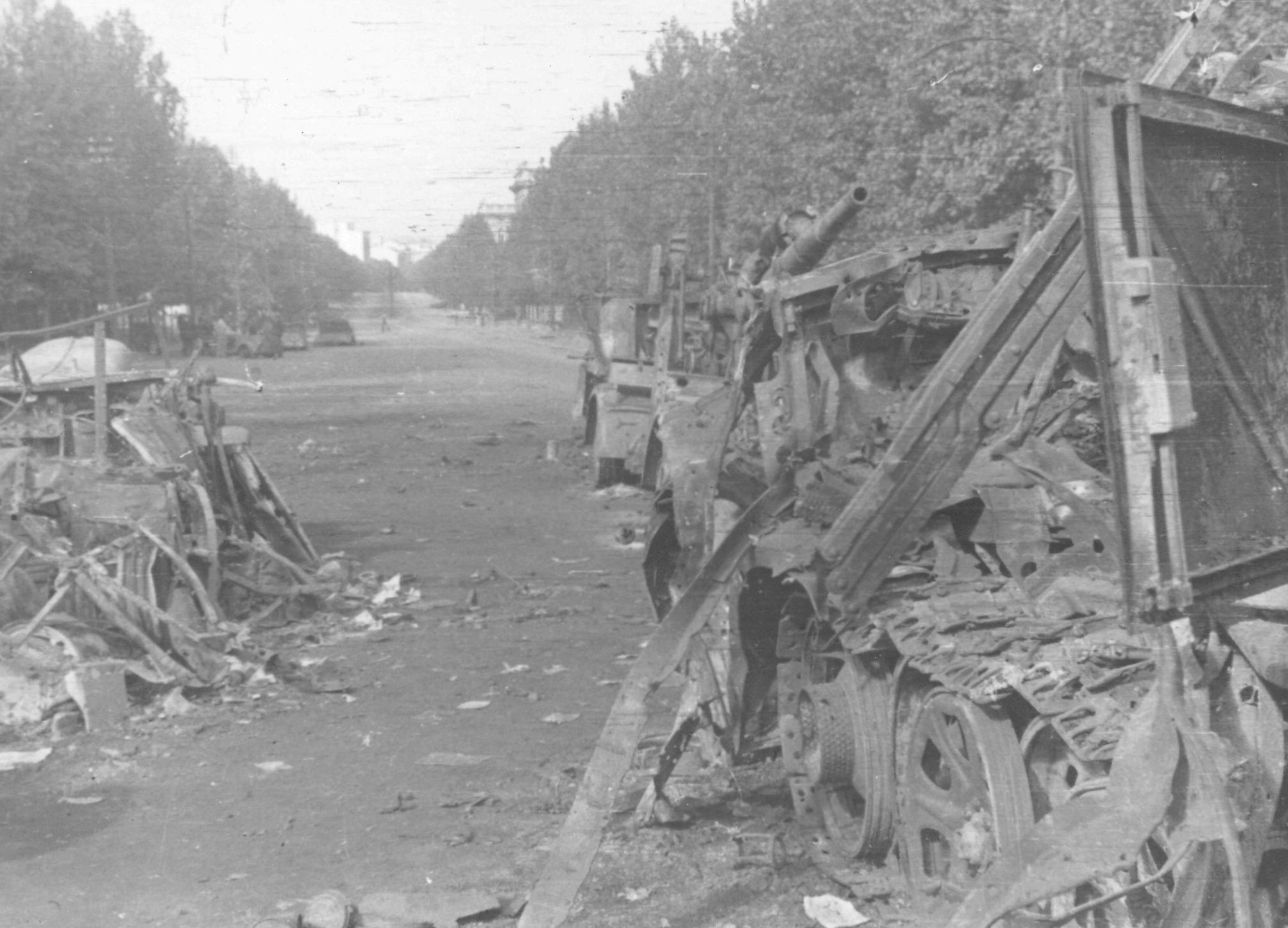
Vũ khí trang bị của quân đội Đức Quốc xã bị phá hủy trên đường phố Beograd

Không những thế, Cụm tập đoàn quân Nam (Đức) chịu trách nhiệm phòng thủ trên hướng Áo - Hung đã bị hở sườn phải trên một địa đoạn rất rộng tại biên giới phía Nam Hungary. Đó là chưa kể đến việc bốn tập đoàn quân Nam Tư của NOVJ đang uy hiếp trên hướng Sarajevo - Zagreb. Thống chế Đức Johannes Frießner, Tư lệnh Cụm tập đoàn quân Nam (tái lập) bày tỏ sự lo lắng cho số phận của các tuyến phòng thủ dẫn đến phía Nam nước Đức vì Cụm tập đoàn quân Nam không còn trông chờ vào Cụm tập đoàn quân F bên sườn phải của nó.
Đối với quân đội Liên Xô, chiếm được Beograd không chỉ đơn giản là việc loại khỏi vòng chiến đấu một Cụm tác chiến tập đoàn quân lớn của quân đội Đức Quốc xã trên hướng Nam Tư mà còn mở ra con đường tiếp cận đồng bằng Hungary từ phía Nam để từ đó, các Phương diện quân Ukraina 2 và 3 có thể trực tiếp phối hợp với nhau trong chiến dịch Budapest sắp tới theo kế hoạch đã được STAVKA vạch ra. Việc Phương diện quân Ukraina 3 phối hợp với NOVJ đánh chiếm Beograd cũng tạo ra một lợi thế chính trị lớn cho Liên Xô. Kể từ khi Beograd được giải phóng, uy tín của quân đội và nhà nước Liên Xô được nâng cao hơn trong con mắt người dân Nam Tư nói riêng và người dân Balkan nói chung. Và điều đó cũng có nghĩa là ảnh hưởng của Anh và Hoa Kỳ bị giảm sút tại khu vực này. Chỉ trừ Hy Lạp là nơi quân Anh đã từ chối hoạt động phối hợp với các đội du kích cộng sản trong các chiến dịch đổ bộ lên Hy Lạp của họ.

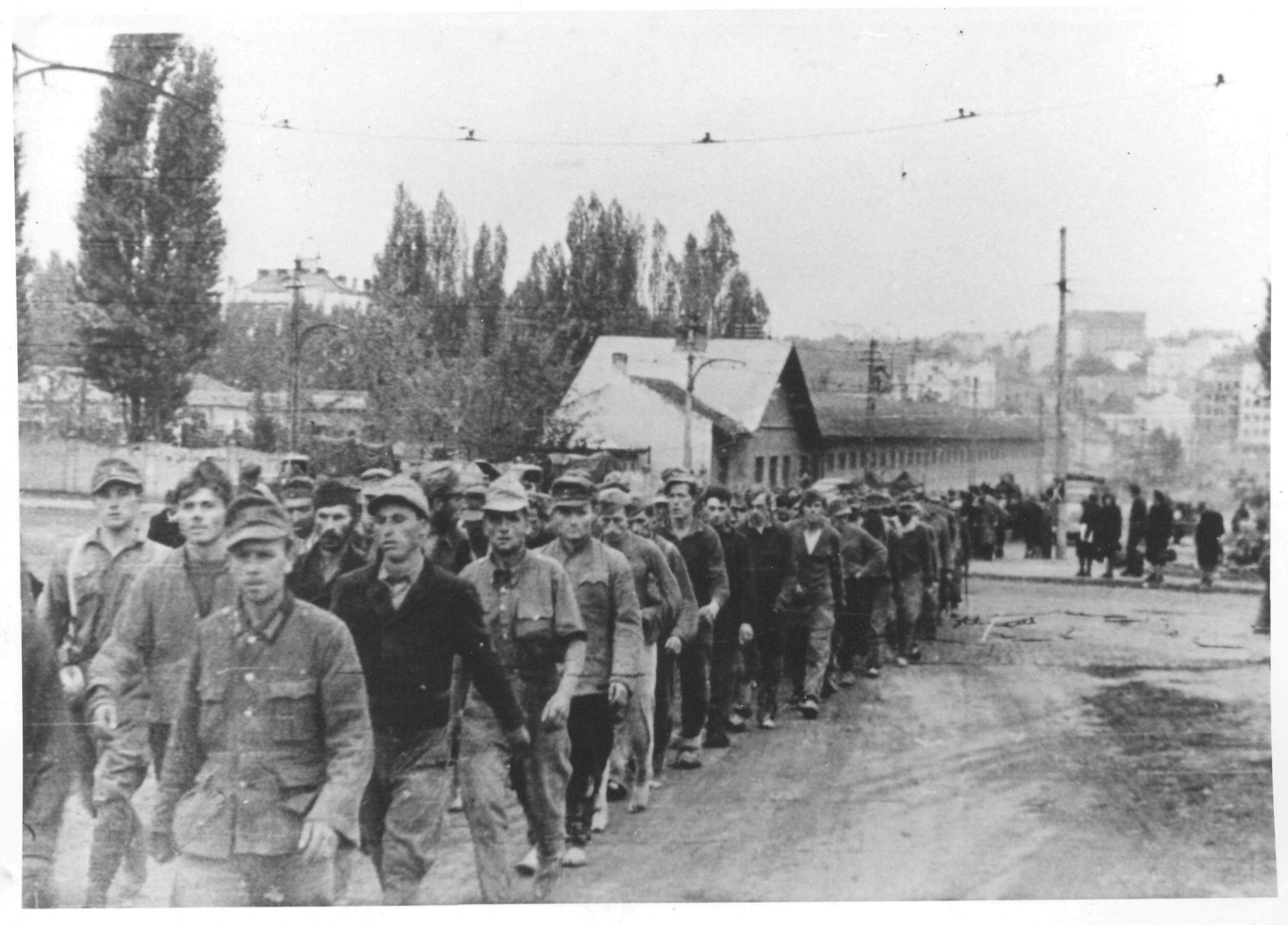
Tù binh Đức Quóc xã bị bắt trong Chiến dịch giải phóng Beograd

Đối với Quân Giải phóng nhân dân Nam Tư, việc giải phóng Beograd đem lại cho họ những lợi thế chính trị rất lớn. Chỉ một tuần sau khi được giải phóng, toàn bộ trụ sở của Đảng Cộng sản Nam Tư, AVNOJ và NOVJ đã được rời về Beograd. Ngày 29 tháng 10, đích thân Nguyên soái Josip Broz Tito đã chỉ huy một cuộc duyệt binh lớn ở Beograd với sự tham gia của đơn vị đại diện cho tất cả các quân đoàn chủ lực của NOVJ. Với sự giúp đỡ mà không phải là làm thay của quân đội Liên Xô, những người kháng chiến Nam Tư chống phát xít đã tự nâng cao được địa vị của mình ở châu Âu và tại Balkan khi họ trở thành quốc gia lớn nhất tại vùng Balkan sau Chiến tranh thế giới thứ hai.
Về quân sự, việc đánh chiếm Beograd và một loạt các vị trí phòng thủ của quân Đức tại Đông Nam Tư đã cho phép Bộ Tổng tư lệnh NOVJ suy nghĩ đến một chiến dịch quân sự lớn nhất của họ trong cuộc Chiến tranh nhân dân giải phóng Nam Tư. Đó là tập hợp lực lượng của 12 quân đoàn chủ lực NOVJ cùng hàng chục sư đoàn du kích độc lập tiến hành một cuộc tổng tiến công vào khu vực Bosnia Herzegovina và Tây Croatia, giải phóng hoàn toàn Nam Tư sau hơn 3 năm bị quân đội Đức Quốc xã và các quân đội chư hầu của Đức chiếm đóng.